# 南美小鯷
南美小鯷（学名：Anchoa spinifer）為輻鰭魚綱鲱形目鳀科的其中一種，分布於西大西洋區，從巴拿馬至巴西；東太平洋區，從哥斯大黎加至秘魯海域，棲息深度1-55公尺，本魚體延長，吻長度約3/4眼徑，上頷長，胸鰭長，體側具一條銀色條紋，臀鰭軟條21-25條，體長可達24公分，喜群游，棲息在沿海，會游進河口淡水區域，以小魚、魚卵為食，可作為食用魚。

## 擴展閱讀
維基物種上的相關：南美小鯷